# Poeonoma inermis
Poeonoma inermis är en fjärilsart som beskrevs av François Louis Nompar de Caumont de Laporte 1973. Poeonoma inermis ingår i släktet Poeonoma och familjen nattflyn. Inga underarter finns listade i Catalogue of Life.